# Theretra latreillei
Theretra latreillei är en fjärilsart som beskrevs av William Sharp MacLeay 1827. Theretra latreillei ingår i släktet Theretra och familjen svärmare. Inga underarter finns listade i Catalogue of Life.

## Bildgalleri

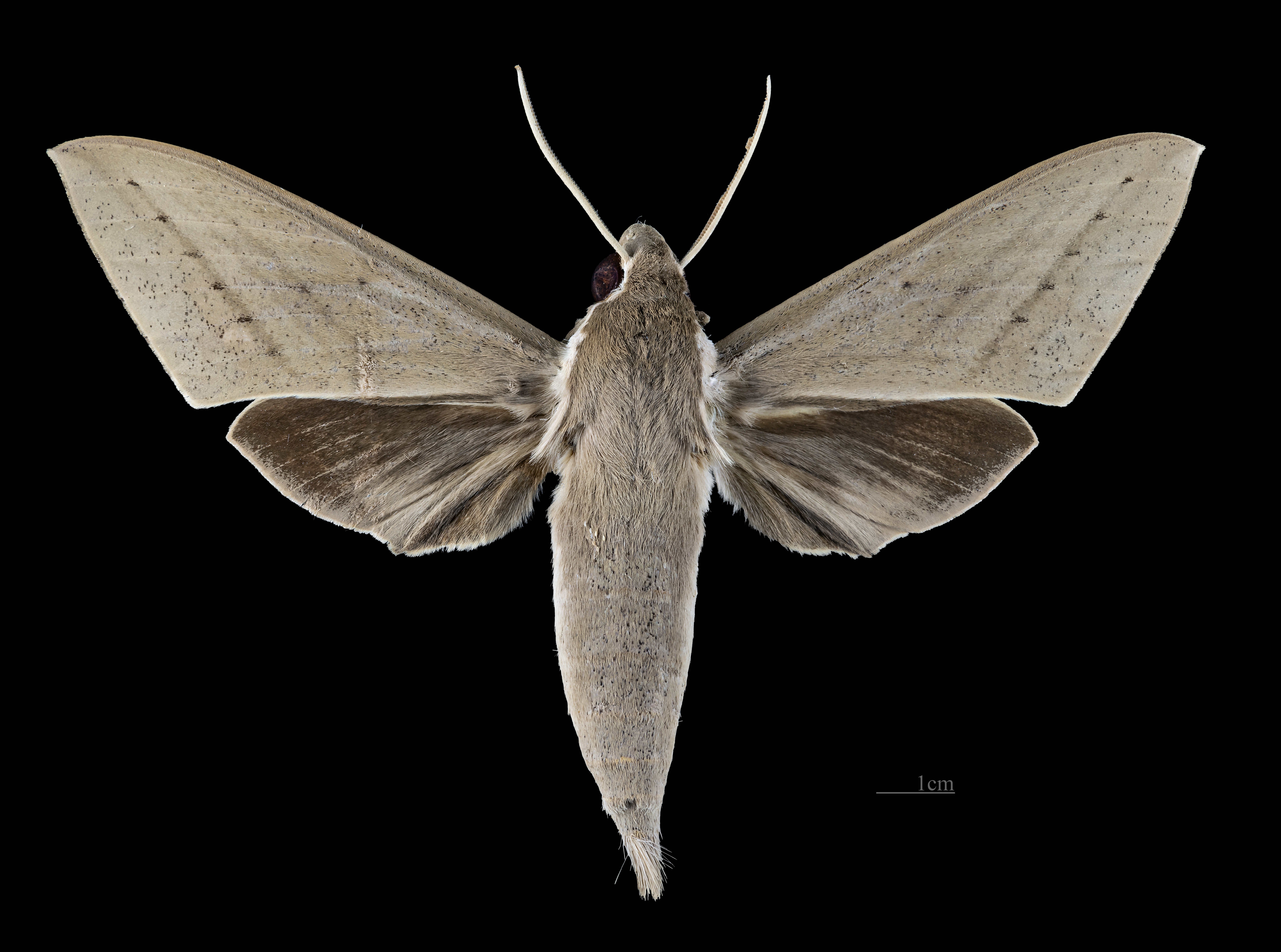
Theretra latreillei ♂
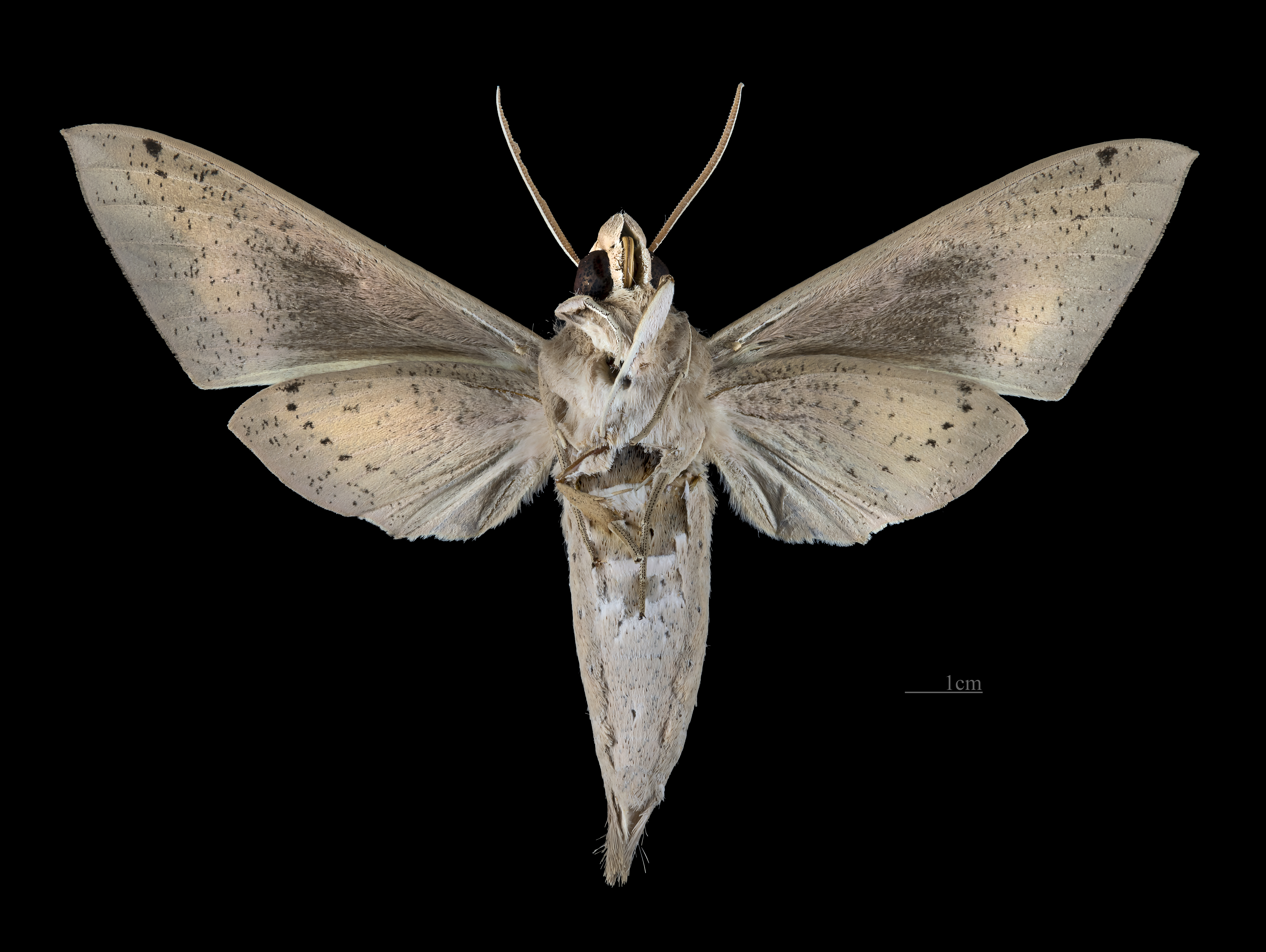
Theretra latreillei ♂   △
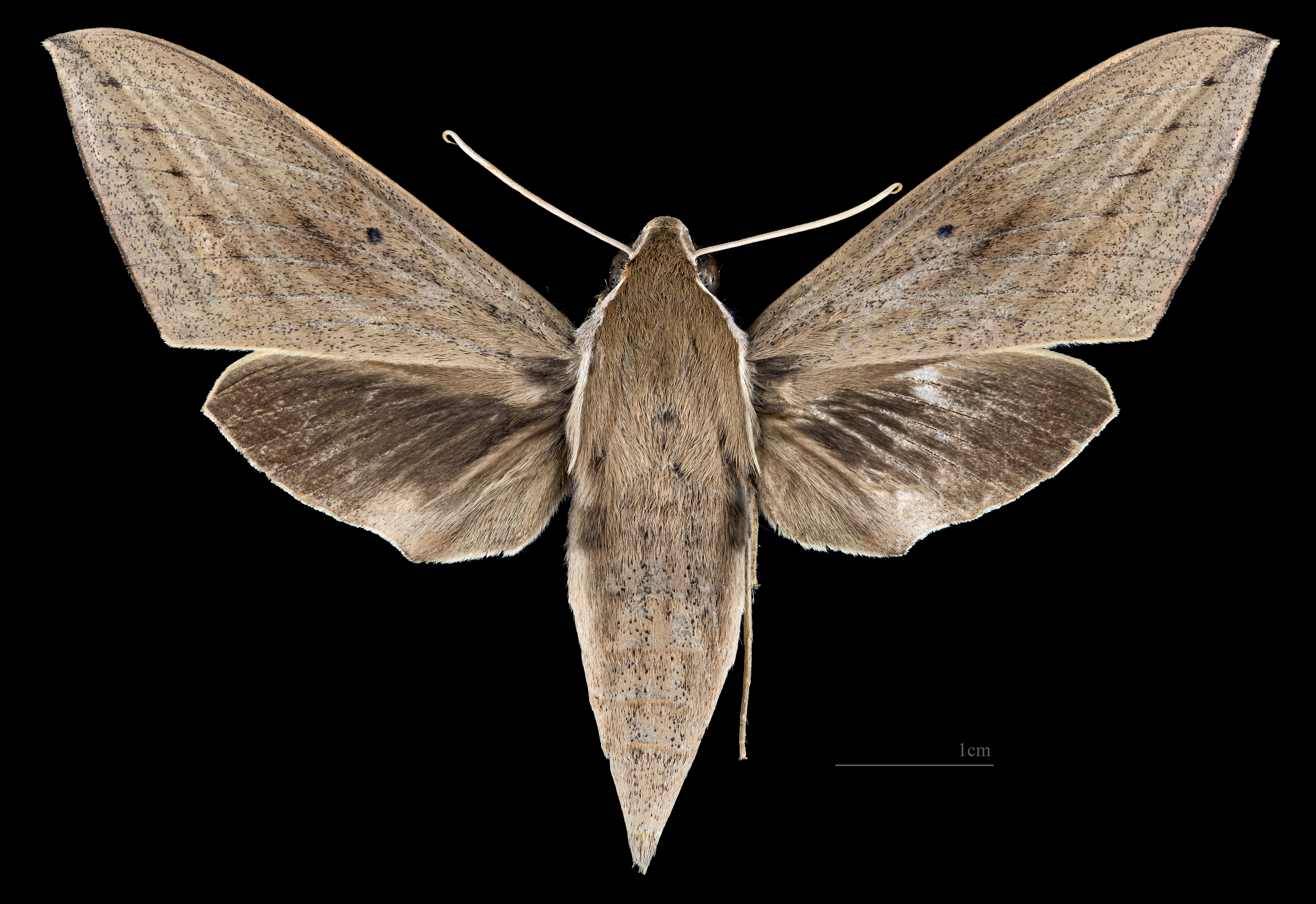
Theretra latreillei  ♀
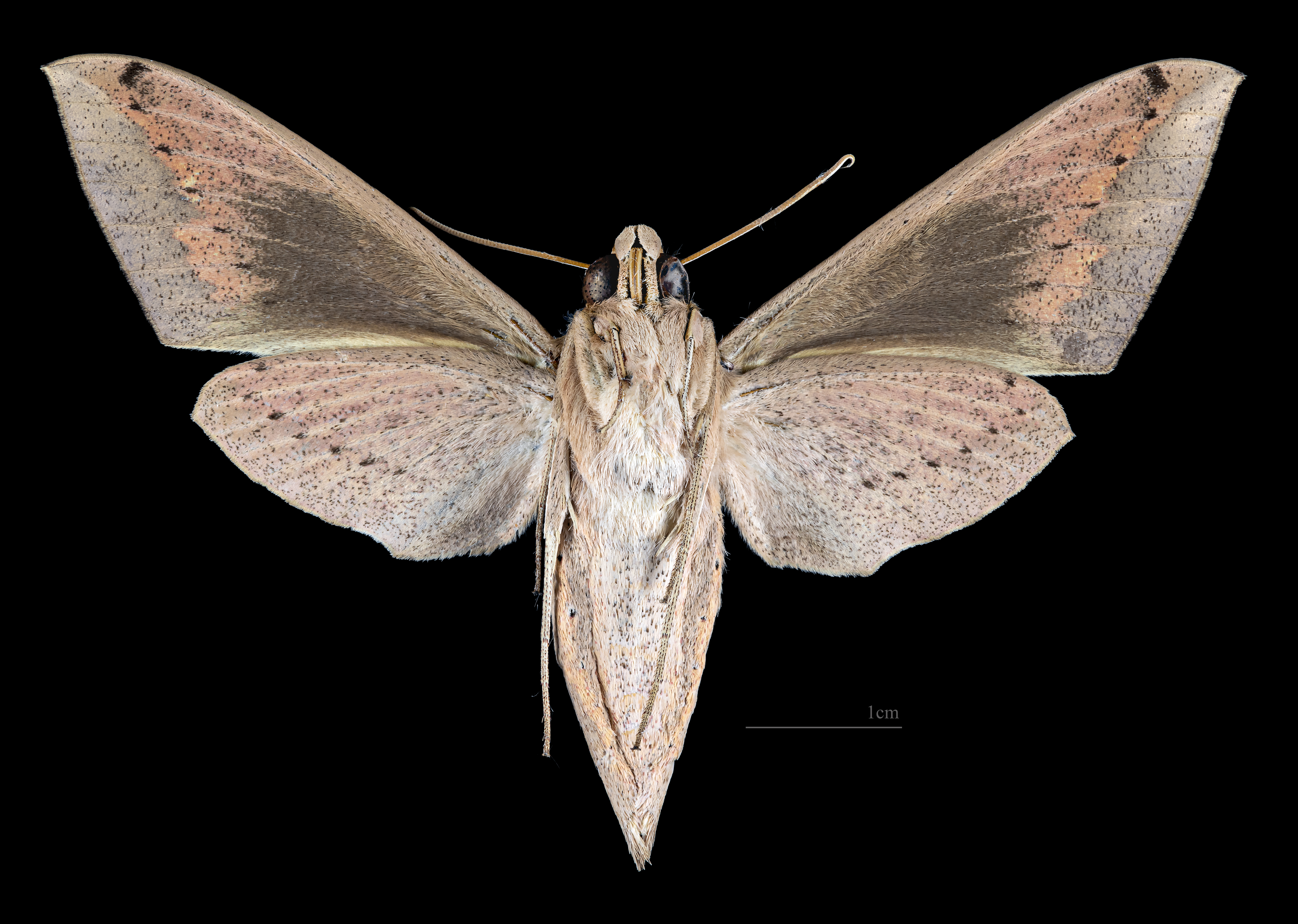
Theretra latreillei  ♀ △